# Zlatni kavez (televizijska serija)
Zlatni kavez (turski: Yalı Çapkını) turska je televizijska serija koja se snima od 2022. godine. Glavne uloge glume: Afra Saraçoğlu, Mert Ramazan Demir i Çetin Tekindor.
U Hrvatskoj se od 29. svibnja 2023. prikazuje na Novoj TV.

## Radnja
U središtu je zbivanja obitelj Korhan koja posjeduje pravo carstvo nakita. Halis-aga glava je obitelji Korhan koja od nule pokreće veliku tvrtku za proizvodnju nakita. On je autoritaran čovjek koji uvijek ima zadnju riječ u obitelji. Iako ima zdravstvenih problema i obiteljski posao prepušta sinu Orhanu, ipak donosi najvažnije odluke. Ferit je unuk Halis-age. Diplomirao je na sveučilištu u SAD-u. Nakon povratka u Istanbul, Ferit nastavlja bezbrižan život. Sušta je suprotnost svom bratu Fuatu i ocu Orhanu. Nije poslušan i želi živjeti kako želi. Međutim, ovisi o novčanoj pomoći svoje obitelji i zbog toga nema hrabrosti pobuniti se protiv svoje obitelji.
Ferit se zaljubio u djevojku Seyran; zaljubljeni mladi par teži modernom načinu života, što je u suprotnosti sa shvaćanjima njihovih tradicionalnih obitelji. Na kraju prve sezone, baš kad su odlučili da im ništa neće stati na put da ostvare svoju ljubav, ljubomorni Tarik koji želi Seyran samo za sebe, pucao je u Ferita dok je pokušavao odvesti Seyran iz konaka u Gaziantepu. 
U drugoj sezoni ‘Zlatnog kaveza’ Ferit nastavlja pokazivati da neće odustati od Seyran te se mladi par ponovno vjenča. Račune će im pokušati pomrsiti Halisova kći Nükhet koja živi u Londonu.

## Uloge

### Glavni likovi
| Lik                 | Glumac/glumica      |
| ------------------- | ------------------- |
| Seyran Şanlı        | Afra Saraçoğlu      |
| Ferit Korhan        | Mert Ramazan Demir  |
| Pelin Yılmaz        | Buçe Buse Kahraman  |
| Orhan Korhan        | Emre Altuğ          |
| İfakat Korhan       | Gülçin Santırcıoğlu |
| Gülgün Korhan       | Gozde Kansu         |
| Suna Şanlı          | Beril Pozam         |
| Halis Korhan        | Çetin Tekindor      |
| Kazım Şanlı         | Diren Polatoğulları |
| Esme Şanlı          | Sezin Bozacı        |
| Hatice Hattuç Şanlı | Şerif Sezer         |
| Abidin              | Ersin Arıcı         |
| Asuman Korhan       | Öznur Serçeler      |
| Kaya Sönmez         | Taro Emir Tekin     |
| Nükhet Korhan       | Binnur Kaya         |
| Zerrin Yılmaz       | Toprak Şağlam       |

## Pregled serije
Serija se u Hrvatskoj prikazuje na kanalu Nova TV, gdje su epizode prepolovljene po minutaži pa ima duplo više epizoda. Na Novinoj streaming platformi Nova Plus, broj epizoda je po turskom rednom broju i cjelovitoj minutaži od 120 minuta.
| Sezona | Sezona | Epizode | Prvo prikazivanje (Turska) | Prvo prikazivanje (Turska) | Prikazivanje u Hrvatskoj | Prikazivanje u Hrvatskoj | Izv.        |
| Sezona | Sezona | Epizode | Premijera                  | Finale                     | Premijera                | Finale                   | Izv.        |
| ------ | ------ | ------- | -------------------------- | -------------------------- | ------------------------ | ------------------------ | ----------- |
|        | 1.     | 36 68   | 23. rujna 2022.            | 9. lipnja 2023.            | 29. svibnja 2023.        | 1. rujna 2023.           | [ 2 ] [ 4 ] |
|        | 2.     | 37 114  | 15. rujna 2023.            | 7. lipnja 2024.            | 1. siječnja 2024.        | 30. kolovoza 2024.       | [ 5 ] [ 6 ] |
|        | 3.     | 28 88   | 13. rujna 2024.            | 4. travnja 2025.           | 1. siječnja 2025.        | još traje                | [ 7 ]       |